# 萍鄉博物館
萍鄉博物館位于江西省萍乡市安源区滨河东路376号，馆舍建筑面积19,444平方米，馆藏文物4,590件（套）。建於1979年1月，原位于萍乡孔庙内，2010年10月建成新馆。下辖萍乡孔庙博物馆。2020年入选第四批国家一级博物馆，为江西省国防教育基地。